# 2006年墨西哥礦難
2006年墨西哥礦難是指北美中部时区发生在2006年2月19日凌晨2点30分的一起礦難，地點位於墨西哥科阿韋拉州的一个煤矿，當時該煤礦发生甲烷爆炸。此次礦難共造成65人死亡。而事故發生後不久只找到2名遇難者遺體。至少12名矿工在爆炸发生时因距离矿井出口较近而逃出，但爆炸给伤者造成了不同程度的烧伤和骨折。

## 爆炸
当煤礦發生爆炸时，矿井内的温度升至1,110 度，爆炸释放出大量甲烷和一氧化碳，這使得礦井內的氧气幾乎消耗殆盡。 

## 後續
尋找遗体的工作因甲烷含量高而推迟，爆炸發生的矿井被无限期关闭。墨西哥涉事采矿公司领导层遭到法院刑事起诉。2007年，涉事采矿公司的领导层被判犯有因疏忽和玩忽职守致人死亡的罪行。截至2016年8月，墨西哥當局仍未对礦難的真正原因进行彻底调查，赔偿受害者家属的工作也沒有展開。
2020年2月18日，墨西哥政府宣布将恢复搜寻事故中仍未找到的63名遇難者遺體。 